# Női sportpisztoly a 2024. évi nyári olimpiai játékokon
A 2024. évi nyári olimpiai játékokon az sportlövészet női sportpisztoly versenyszámát augusztus 2-án és 3-án rendezték Châteaurouxban. Az aranyérmet a dél-koreai Jang Dzsiin (Yang Ji-in) nyerte, miután szétlövésben jobbnak bizonyult a francia Camille Jedrzejewskinél. A bronzérmet Major Veronika szerezte meg, aki szintén szétlövésben előzte meg az indiai Manu Bhakert.

## Rekordok
A versenyt megelőzően a következő rekordok voltak érvényben:
| Selejtezőben elért rekordok | Selejtezőben elért rekordok              | Selejtezőben elért rekordok | Selejtezőben elért rekordok | Selejtezőben elért rekordok |
| --------------------------- | ---------------------------------------- | --------------------------- | --------------------------- | --------------------------- |
| Világrekord                 | Rhythm Sangwan (IND)                     | 595                         | Baku, Azerbajdzsán          | 2023. május 13.             |
| Olimpiai rekord             | Csang Csing-csing (Zhang Jingjing) (CHN) | 592                         | Rio de Janeiro, Brazília    | 2016. augusztus 10.         |

| Döntőben elért rekordok | Döntőben elért rekordok                                         | Döntőben elért rekordok | Döntőben elért rekordok | Döntőben elért rekordok |
| ----------------------- | --------------------------------------------------------------- | ----------------------- | ----------------------- | ----------------------- |
| Világrekord             | Kim Jedzsi (Kim Ye-ji) (KOR)                                    | 42                      | Baku, Azerbajdzsán      | 2024. május 10.         |
| Olimpiai rekord         | Vitalina Bacaraskina (ROC) · Kim Mindzsong (Kim Min-jung) (KOR) | 38                      | Tokió, Japán            | 2021. július 30.        |

## Eredmények

### Selejtező
A selejtezőből az első nyolc helyezett jutott a döntőbe.
| Helyezés | Név                                   | Pontlövészet | Pontlövészet | Pontlövészet | Pontlövészet | Rapid | Rapid | Rapid | Rapid    | Total | Belső 10 | Megjegyzés |
| Helyezés | Név                                   | 1            | 2            | 3            | Összesen     | 1     | 2     | 3     | Összesen | Total | Belső 10 | Megjegyzés |
| -------- | ------------------------------------- | ------------ | ------------ | ------------ | ------------ | ----- | ----- | ----- | -------- | ----- | -------- | ---------- |
| 1.       | Major Veronika (HUN)                  | 96           | 100          | 98           | 294          | 100   | 98    | 100   | 298      | 592   | 27       | =OR        |
| 2.       | Manu Bhaker (IND)                     | 97           | 98           | 99           | 294          | 100   | 98    | 98    | 296      | 590   | 24       |            |
| 3.       | Hanieh Rostamian (IRI)                | 98           | 97           | 97           | 292          | 98    | 100   | 98    | 296      | 588   | 18       |            |
| 4.       | Trịnh Thu Vinh (VIE)                  | 97           | 96           | 97           | 290          | 100   | 98    | 99    | 297      | 587   | 25       |            |
| 5.       | Csao Nan (Zhao Nan) (CHN)             | 95           | 97           | 99           | 291          | 97    | 99    | 99    | 295      | 586   | 19       |            |
| 6.       | Jang Dzsiin (Yang Ji-in) (KOR)        | 96           | 97           | 98           | 291          | 98    | 100   | 97    | 295      | 586   | 19       |            |
| 7.       | Camille Jedrzejewski (FRA)            | 98           | 98           | 98           | 294          | 97    | 100   | 94    | 291      | 585   | 25       |            |
| 8.       | Katelyn Abeln (USA)                   | 94           | 97           | 99           | 290          | 98    | 98    | 99    | 295      | 585   | 19       |            |
| 9.       | Li-ang Hsziao-ja (Liang Xiaoya) (CHN) | 97           | 98           | 94           | 289          | 98    | 98    | 99    | 295      | 584   | 23       |            |
| 10.      | Andrea Pérez Peña (ECU)               | 97           | 96           | 98           | 291          | 94    | 99    | 99    | 292      | 583   | 19       |            |
| 11.      | Antoaneta Kosztadinova (BUL)          | 95           | 96           | 97           | 288          | 97    | 99    | 99    | 295      | 583   | 18       |            |
| 12.      | Teh Xiu Hong (SGP)                    | 97           | 98           | 98           | 293          | 96    | 98    | 96    | 290      | 583   | 17       |            |
| 13.      | Doreen Vennekamp (GER)                | 95           | 97           | 97           | 289          | 98    | 98    | 98    | 294      | 583   | 15       |            |
| 14.      | Fábián Sára Ráhel (HUN)               | 95           | 99           | 97           | 291          | 97    | 97    | 97    | 291      | 582   | 17       |            |
| 15.      | Diana Durango (ECU)                   | 94           | 95           | 96           | 285          | 98    | 98    | 100   | 296      | 581   | 22       |            |
| 16.      | Tien Chia-chen (TPE)                  | 96           | 97           | 97           | 290          | 98    | 98    | 95    | 291      | 581   | 18       |            |
| 17.      | Sylvia Steiner (AUT)                  | 95           | 96           | 95           | 286          | 99    | 98    | 98    | 295      | 581   | 17       |            |
| 18.      | Esha Singh (IND)                      | 95           | 96           | 100          | 291          | 97    | 96    | 97    | 290      | 581   | 17       |            |
| 19.      | Tanyaporn Prucksakorn (THA)           | 97           | 93           | 99           | 289          | 95    | 98    | 98    | 291      | 580   | 20       |            |
| 20.      | Alejandra Zavala (MEX)                | 97           | 98           | 95           | 290          | 97    | 97    | 96    | 290      | 580   | 17       |            |
| 21.      | Şevval İlayda Tarhan (TUR)            | 95           | 96           | 96           | 287          | 96    | 98    | 98    | 292      | 579   | 20       |            |
| 22.      | Kishmala Talat (PAK)                  | 95           | 99           | 95           | 289          | 98    | 93    | 99    | 290      | 579   | 18       |            |
| 23.      | Mathilde Lamolle (FRA)                | 95           | 96           | 96           | 287          | 96    | 96    | 99    | 291      | 578   | 21       |            |
| 24.      | Laina Pérez (CUB)                     | 96           | 96           | 97           | 289          | 97    | 97    | 94    | 288      | 577   | 14       |            |
| 25.      | Olena Kosztevics (UKR)                | 94           | 97           | 95           | 286          | 96    | 96    | 98    | 290      | 576   | 19       |            |
| 26.      | Agate Rašmane (LAT)                   | 99           | 93           | 96           | 288          | 96    | 98    | 94    | 288      | 576   | 17       |            |
| 27.      | Kim Jedzsi (Kim Ye-ji) (KOR)          | 97           | 96           | 97           | 290          | 98    | 89    | 98    | 285      | 575   | 25       |            |
| 28.      | Şimal Yılmaz (TUR)                    | 95           | 94           | 95           | 284          | 91    | 100   | 99    | 290      | 574   | 17       |            |
| 29.      | Klaudia Breś (POL)                    | 97           | 98           | 98           | 293          | 98    | 94    | 88    | 280      | 573   | 17       |            |
| 30.      | Stina Lawner (SWE)                    | 96           | 94           | 95           | 285          | 94    | 97    | 97    | 288      | 573   | 16       |            |
| 31.      | Wu Chia-ying (TPE)                    | 95           | 96           | 89           | 280          | 96    | 99    | 97    | 292      | 572   | 15       |            |
| 32.      | Ada Korkhin (USA)                     | 92           | 96           | 100          | 288          | 96    | 100   | 87    | 283      | 571   | 17       |            |
| 33.      | Kamonlak Saencha (THA)                | 96           | 96           | 95           | 287          | 93    | 98    | 92    | 283      | 570   | 13       |            |
| 34.      | Ána Korakáki (GRE)                    | 90           | 91           | 94           | 275          | 98    | 98    | 99    | 295      | 570   | 12       |            |
| 35.      | Elena Galiabovitch (AUS)              | 97           | 93           | 93           | 283          | 93    | 99    | 94    | 286      | 569   | 13       |            |
| 36.      | Josefin Eder (GER)                    | 91           | 97           | 91           | 279          | 97    | 97    | 96    | 290      | 569   | 12       |            |
| 37.      | Manjola Konini (ALB)                  | 94           | 94           | 90           | 278          | 97    | 96    | 98    | 291      | 569   | 10       |            |
| 38.      | Nour Abbas Mohammed (EGY)             | 97           | 91           | 94           | 282          | 94    | 94    | 98    | 286      | 568   | 18       |            |
| 39.      | Alekszandra Petrova (AIN)             | 95           | 98           | 95           | 288          | 97    | 91    | 90    | 278      | 566   | 14       |            |
| 40.      | Nino Salukvadze (GEO)                 | 91           | 92           | 94           | 277          | 95    | 95    | 96    | 286      | 563   | 16       |            |

### Döntő
| Helyezés | Lőállás | Név                            | Sorozatok | Sorozatok | Sorozatok | Sorozatok | Sorozatok | Sorozatok | Sorozatok | Sorozatok | Sorozatok | Sorozatok | Szétlövés | Megjegyzés |
| Helyezés | Lőállás | Név                            | 1         | 2         | 3         | 4         | 5         | 6         | 7         | 8         | 9         | 10        | Szétlövés | Megjegyzés |
| -------- | ------- | ------------------------------ | --------- | --------- | --------- | --------- | --------- | --------- | --------- | --------- | --------- | --------- | --------- | ---------- |
| Arany    | F       | Jang Dzsiin (Yang Ji-in) (KOR) | 3         | 8         | 13        | 17        | 20        | 24        | 27        | 30        | 32        | 36        | +4        |            |
| Ezüst    | J       | Camille Jedrzejewski (FRA)     | 4         | 6         | 10        | 14        | 18        | 22        | 26        | 29        | 32        | 36        | +1        |            |
| Bronz    | A       | Major Veronika (HUN)           | 2         | 6         | 10        | 14        | 19        | 21        | 25        | 28*       | 31        | N/A       | +4        |            |
| 4.       | G       | Manu Bhaker (IND)              | 2         | 6         | 10        | 13        | 18        | 22        | 26        | 28*       | N/A       | N/A       | +3        |            |
| 5.       | I       | Csao Nan (Zhao Nan) (CHN)      | 3         | 6         | 10        | 14        | 17        | 21        | 23        | N/A       | N/A       | N/A       |           |            |
| 6.       | B       | Hanieh Rostamian (IRI)         | 4         | 7         | 9         | 14        | 17        | 19        | N/A       | N/A       | N/A       | N/A       |           |            |
| 7.       | D       | Trịnh Thu Vinh (VIE)           | 4         | 7         | 10        | 13        | 16        | N/A       | N/A       | N/A       | N/A       | N/A       |           |            |
| 8.       | E       | Katelyn Abeln (USA)            | 1         | 3         | 5         | 5         | N/A       | N/A       | N/A       | N/A       | N/A       | N/A       |           |            |